# Estadio del Horatorio Don Bosco
Estadio del Horatorio Don Bosco – stadion wielofunkcyjny w Jarabacoa, na Dominikanie. Używany głównie do rozgrywania meczów piłkarskich oraz baseballowych i softballowych. Swoje mecze rozgrywa na nim drużyna piłkarska SDB Jarabacoa. Obiekt może pomieścić 1000 widzów.